# Templo de Afaya

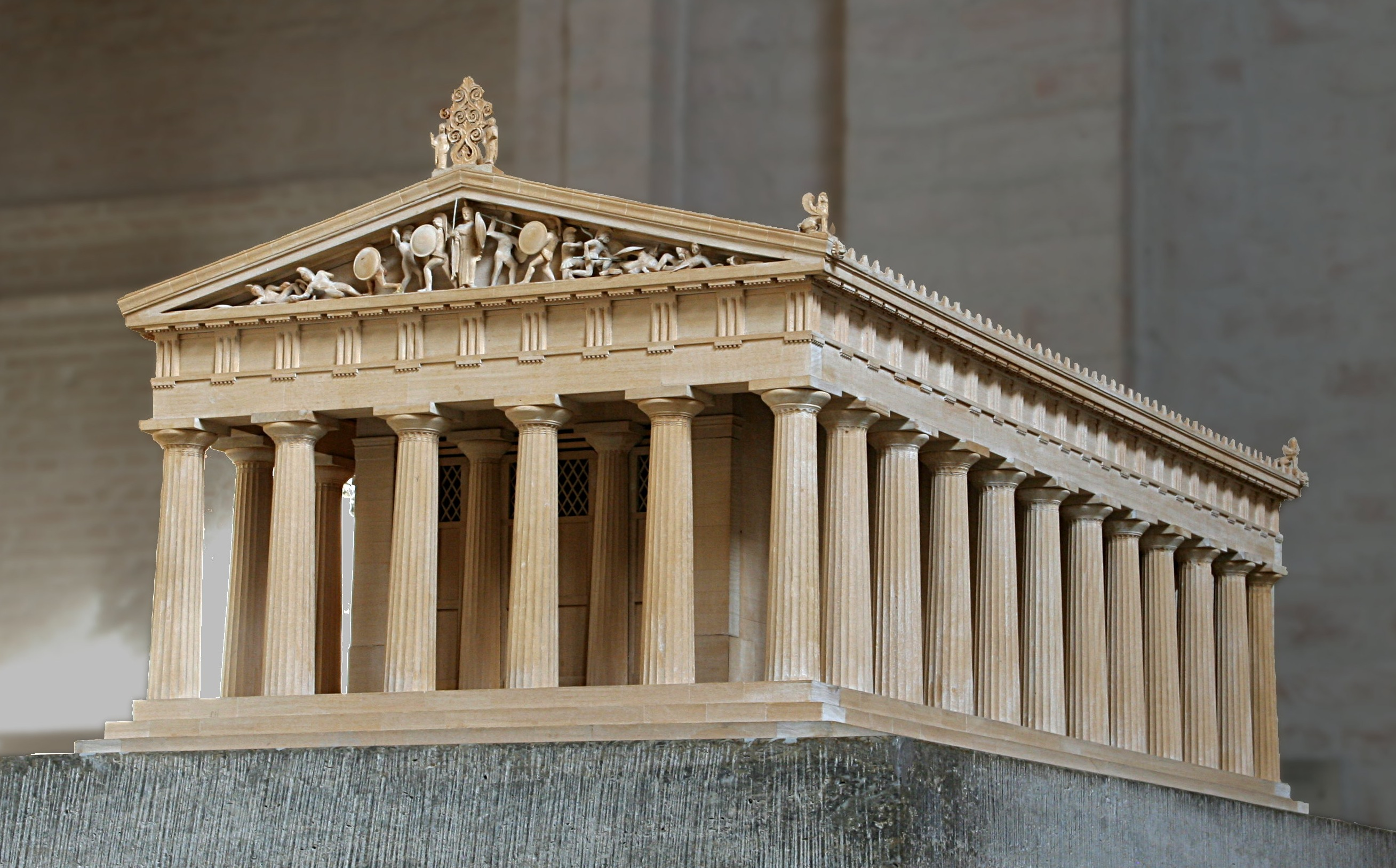
Maqueta del templo de Afaya en la Gliptoteca de Múnich.

El templo de Afaya o de Afea (en griego Ἀφαία, a veces transcrito erróneamente como Afaia), de orden dórico, es uno de los tres templos del triángulo sagrado del Partenón, Sunio y Afaya. Está situado en la isla argosarónica de Egina. Fue durante mucho tiempo considerado como el templo de Zeus Panhelénico, después de Atenea (aún a veces se le llama «Atenea Afaya»). Data del final del siglo VI a. C. o del principio del siglo V a. C. Se considera que se halla entre el período arcaico y el clásico del arte griego. Sus célebres frontones se conservan en la Gliptoteca de Múnich.

## Descripción

### Mitología
Afaya está identificada con la ninfa cretense Britomartis por Pausanias y Antonino Liberal. Habría sido hija de Leto y por tanto medio hermana de Apolo y Artemisa. Se le atribuye la invención de las redes de caza. Muy bella, fue perseguida sin cesar por los hombres. Minos la persiguió. Ella intentó escaparse lanzándose al mar, pero fue recogida por las redes de un pescador egineta. Este se enamoró de ella.
Se llama Britomartis a su medio hermana y protectora que la hizo desaparecer: ella se convirtió en Afaya, la Invisible. El templo se construyó en el lugar de su desaparición.

### Situación

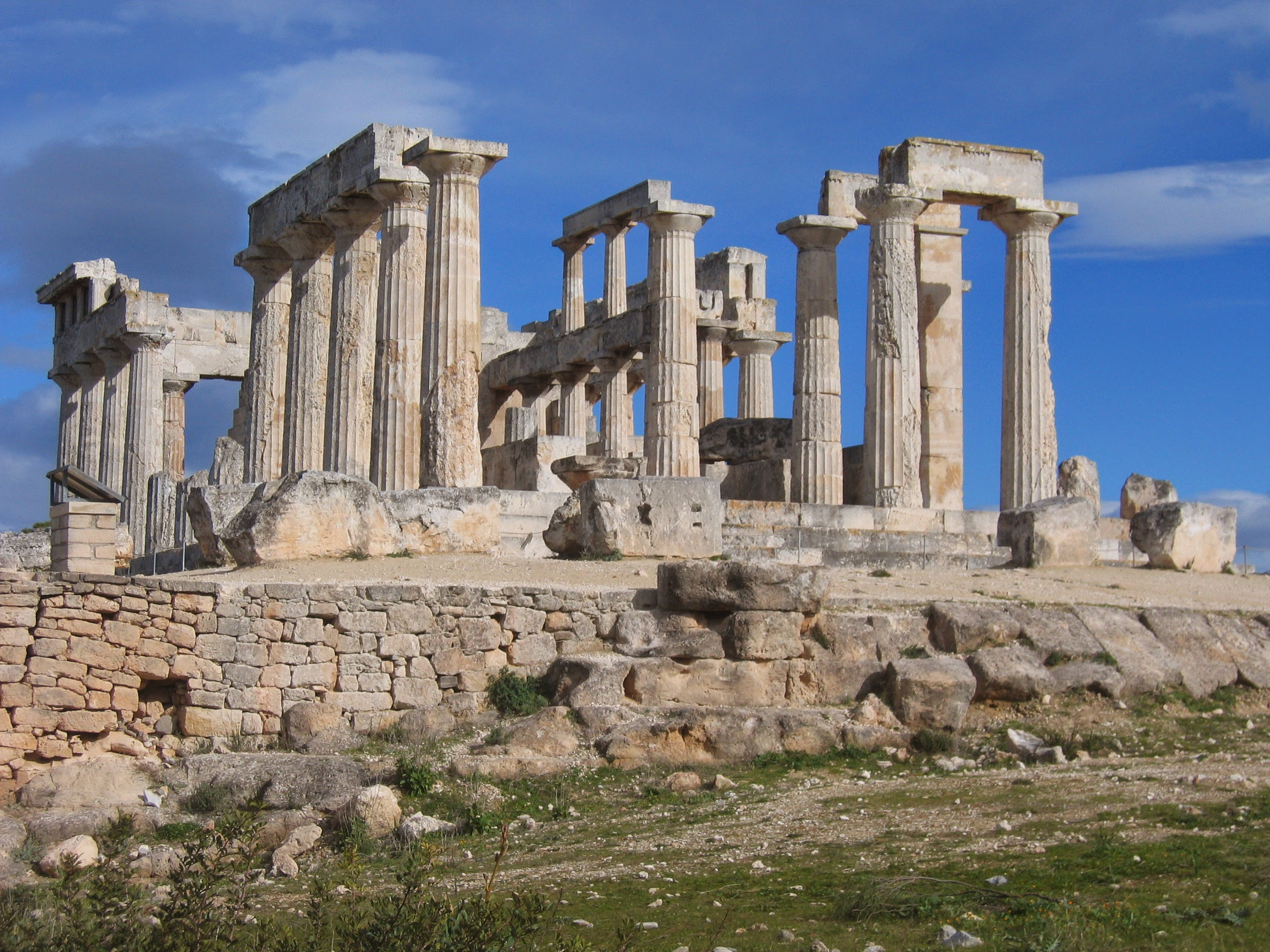
Templo de Afaya: los dos pisos.

El templo de Afaya está instalado en la cima de una colina donde se rendía, a partir del siglo XIII a. C., culto a una divinidad femenina, como lo indican las estatuillas femeninas micénicas encontradas en el sitio. El santuario está rodeado de un muro períbolo. Sobre la terraza artificial, al sudeste del templo, se puede ver los restos de las viviendas de los sacerdotes, así como tres bañeras para las purificaciones rituales.
El altar, que tenía doce metros de ancho, estaba, como era usual, en el exterior del templo, al este.

Tres edificios se sucedieron en la cima de esta colina arbolada: un santuario que data del fin del siglo VII a. C. o principios del VI; un edificio más grande que data de 570-560 a. C. y destruido por el fuego; y por fin, el templo actual, erigido entre 500 y 450 a. C., seguramente tras la batalla de Salamina. El templo habría sido abandonado después de la expulsión de los eginetas por los atenienses en 431 a. C.
Durante mucho tiempo, se consideró que un templo tan bello no podía estar consagrado más que a Zeus Panhelenio, opinión que prevalecía a principios del siglo XIX en Occidente, influida por la cultura latina. A finales del siglo XIX, ya no se consideraba que estuviera consagrado a Zeus, sino a Atenea. Hizo falta esperar a las excavaciones alemanas dirigidas por Adolf Furtwängler (que murió de una fiebre contraída durante las excavaciones) en 1901-1903 y al descubrimiento de un relieve votivo de Afaya para determinar su atribución definitiva. Sin embargo, el templo es aún llamado de Atenea Afaya.

## El edificio

Plano (antiguo) del santuario (Guide Joanne 1911, según Furtwangler).

El edificio es de toba calcárea local. Mide 13,80 m por 28,50 m.

Reposa sobre un estereóbato de tres escalones. Es períptero y hexástilo dórico, es decir, que tiene doce columnas por lado y seis en cada fachada. Las columnas exteriores tienen una altura de 5,272 m (24 de las 32 columnas originales están aún en pie) y con tres pies dóricos (93 cm) de diámetro en la basa y con una separación de ocho pies dóricos. Todas las columnas exteriores eran monobloques, además de tres del lado norte, constituidas por tambores, aparentemente por razones de facilitar la construcción del interior. El arquitrabe está prácticamente todo conservado, mientras que el entablamento ha sido restaurado en los lados norte y oeste, con la restauración de los triglifos, de las metopas y de la cornisa.
El sekos (el interior) estaba (según los cánones arquitectónicos) dividido en dos: un naos (o cella) con su pronao y un opistodomos con dos columnas in antis. En el pronao estaban expuestos los espolones de los trirremes samios capturados en Cidonia. Se ven aún en las columnas las huellas de la reja que cerraba el templo. La originalidad del naos descansa en los dos pisos interiores. Allí, dos columnatas, con cinco columnas por cada lado, coronadas por una nueva columnata, en el «primer piso» sostenían el techo.
La estatua de la diosa se hallaba en el centro de la cella. Esta habría sido criselefantina, de oro y marfil. Se ven aún los agujeros de la reja de madera que protegía la estatua. El opistodomos, en la parte trasera, contenía lo que serían mesas de mampostería.

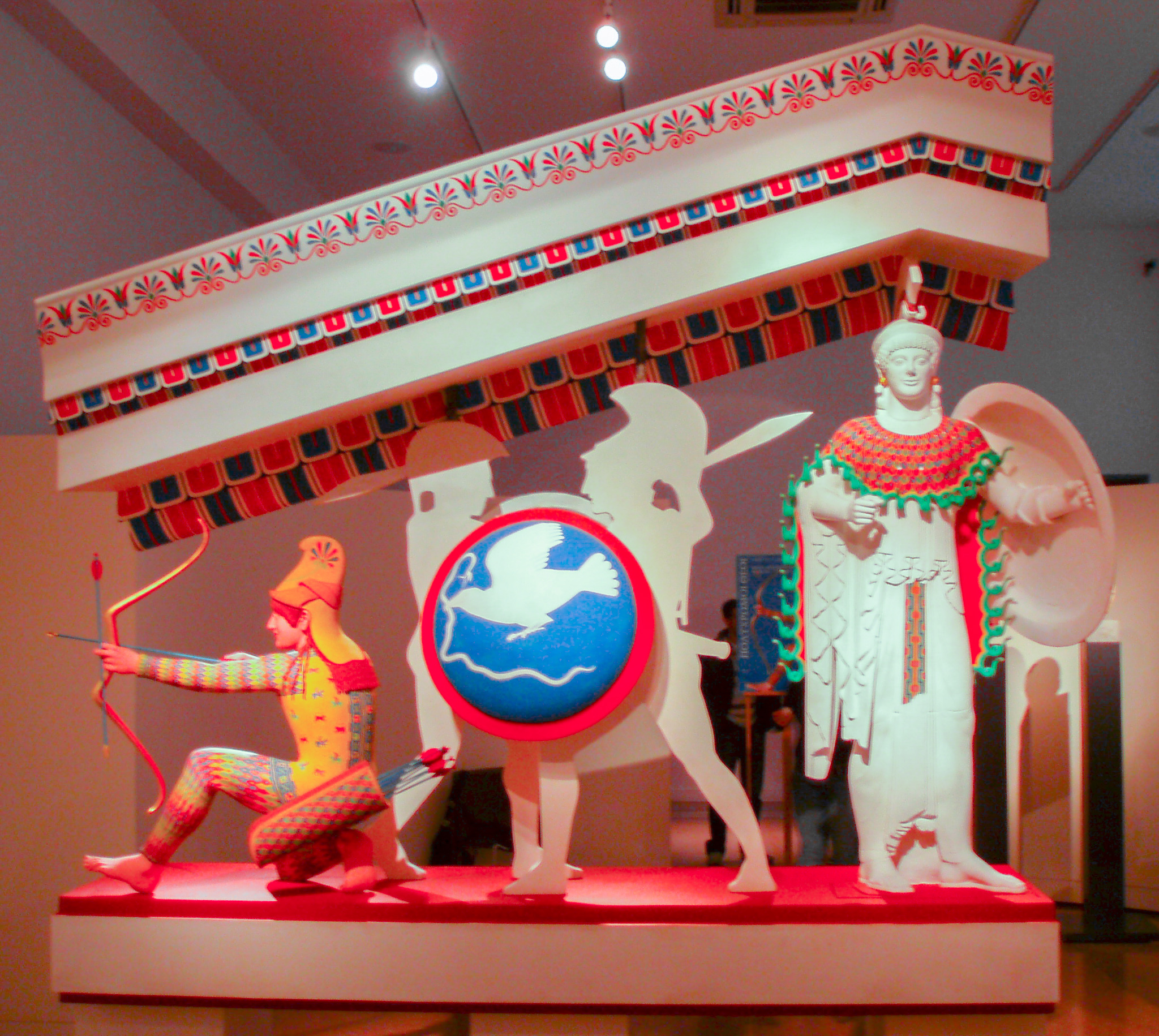
Reconstrucción de la decoración policroma de algunas estatuas del frontón occidental del templo (Exposición «Bunte Götter», Múnich, 2004).

Rastros de pintura (capa roja estucada sobre el suelo del sekos por ejemplo) son visibles aún en algunas partes. El templo de Afaya en Egina ha aportado, junto con el Teseión de Atenas da prueba de la policromía de los templos antiguos que no eran blancos como se los imagina frente a las ruinas inmaculadas actuales.
El techo habría sido de mármol de Paros , mientras que el resto del edificio sería de caliza.
Una restauración ha levantado una parte de las columnas y del entablamento en 1956-1960.

## El descubrimiento de los frontones
En el marco de su Grand Tour emprendido para completar su formación de arquitecto, Charles Robert Cockerell llegó a Atenas en 1811. Está considerado como uno de los más afortunados pioneros de la arqueología griega. En efecto, cuando excavó en Egina, en abril de 1811, lo que llamaba el «templo de Zeus Panhelenio», descubrió dieciséis estatuas de mármol representativas de un período del arte griego hasta entonces desconocido: el de transición entre los períodos arcaico y clásico.
El modo en que se desarrolló este descubrimiento es muy representativo del funcionamiento arqueológico de la época. El trabajo de Cockerell y de sus amigos del  Xéniéon  (un grupo de jóvenes arqueólogos entusiastas): John Foster, el barón Karl Haller von Hallerstein y Jacob Linckh, fue una combinación de viaje de placer, de arqueología visual, de depredación y de arqueología científica. El estudio fue en primer lugar un estudio del templo en su aspecto más visible: la arquitectura, razón del viaje a Grecia de C.R. Cockerell. Lo cuenta así:

El puerto es muy pintoresco. Hemos dejado la ciudad para ir al templo de Júpiter, con los obreros para ayudarnos a girar las piedras, en seguida. Nos hemos instalado en una caverna, que había debido ser la caverna de un oráculo sagrado.

Los mares alrededor de la isla están infestados de piratas, los ha habido siempre [...] pero no se han atrevido nunca a atacarnos a lo largo de los veinte en que, pues nuestro grupo, con servidores y jenízaros eran demasiado fuertes para ser atacado.

Cuando el trabajo del día finalizaba, los corderos eran asados sobre un gran fuego, había luego, acompañados de música indígena, cantos y bailes. [...]

Al cabo de algunos días, habíamos aprendido todo lo que podíamos desear de la construcción, del estilóbato a las tejas.»

Es entonces cuando hicieron el descubrimiento fortuito de un tesoro artístico inesperado :

El segundo día, uno de los obreros encontró, en el segundo pórtico un pedazo de mármol de Paros, lo que llamó su atención, pues el templo era de piedra. Reveló ser un guerrero con casco. Estaba acostado, el rostro vuelto hacia el alto, y en la medida que sus rasgos aparecían, fuimos presa de una excitación inimaginable.

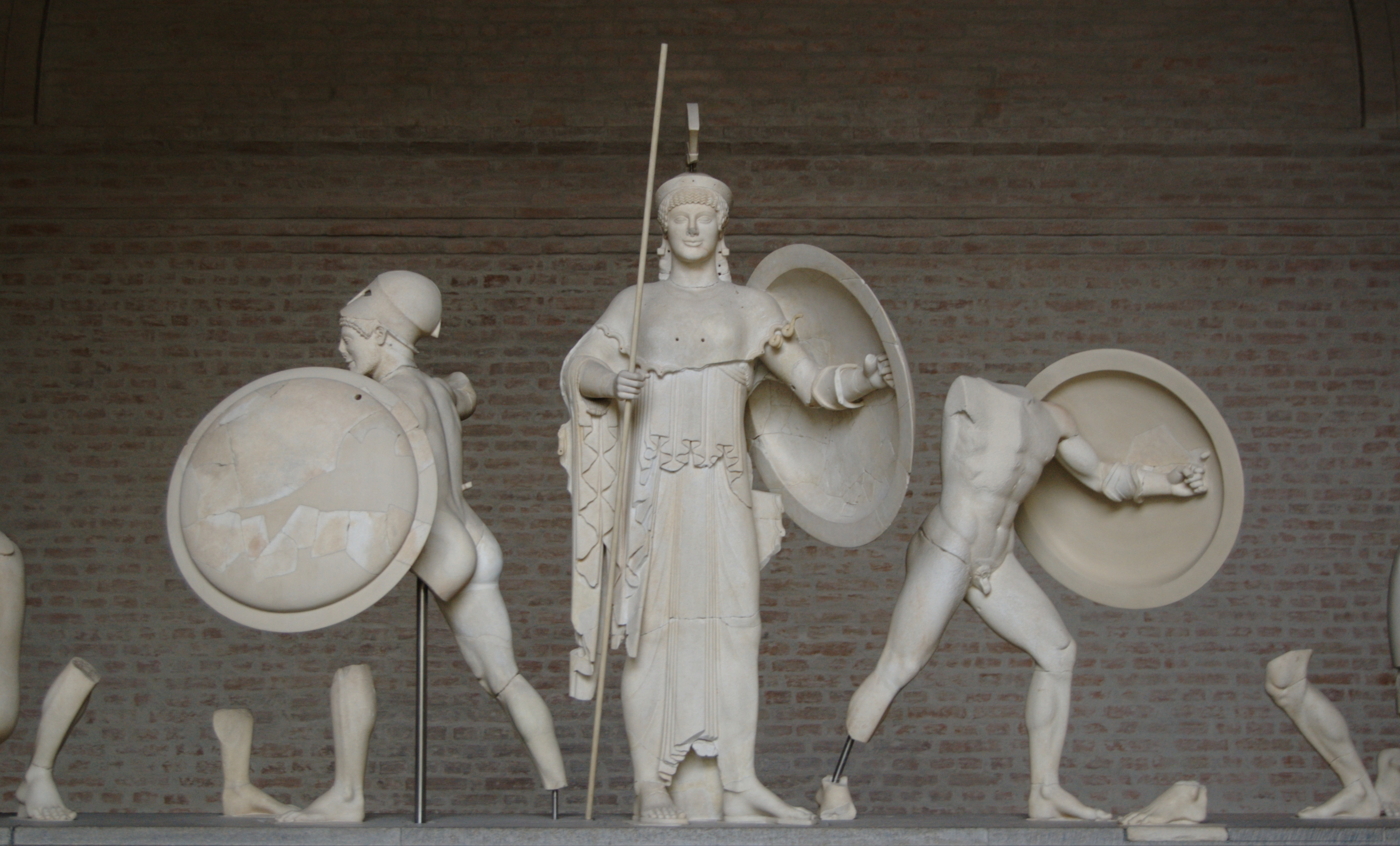
Detalle del frontón oeste del templo de Afaya: Atenea en el centro, Áyax a su derecha (portando un escudo) y un troyano a su izquierda (mármol de Paros, h. 490-480 a. C.

Poco después, fue descubierta otra cabeza, luego una pierna, luego un pie. Finalmente, descubrimos dieciséis estatuas y trece cabezas, piernas, brazos, todo en el mejor estado de conservación posible, a menos de tres pies bajo la superficie. Parece increíble, considerando el número incalculable de visitantes que van a ver el templo, que estos objetos hayan permanecido tanto tiempo escondidos.

Su relato no da detalles sobre los sitios precisos de los descubrimientos. Estamos todavía lejos del rigor científico. De allí derivaron los errores de reconstrucción, en el siglo XIX, cuando las estatuas fueron expuestas en la Gliptoteca de Múnich. Fue en el marco de una depredación de obras de arte, consideradas desde el punto de vista de lo bello. La compra de las piedras fue negociada con la población local que las cedió por 800 piastras. Fueron adquiridas en subastas por Luis I de Baviera a los Xeneion por la suma de 130.000 piastras, o 100.000 francos de entonces. Las estatuas han estado siempre en la Gliptoteca de Múnich, despojadas de las restauraciones añadidas en Roma por el escultor neoclásico Bertel Thorvaldsen.
Cockerell hizo también en el templo de Afaya un descubrimiento muy importante, en diciembre de 1811, cuando volvió a la isla para acabar sus dibujos. Observó «un fenómeno de lo más curioso que había escapado a James Stuart y al más preciso de los observadores, en efecto, es tan delicado que si no se mide, no es discernible a simple vista».
Este fenómeno es la éntasis o corrección de la ilusión óptica que da un aspecto cóncavo a las columnas. Se quejó a su maestro Robert Smirke de no haber podido hacer un trabajo más minucioso, pero las cifras obtenidas son extremadamente precisas: la columna se aparta de la línea derecha en 17 pies 2 pulgadas de altura, y en 6 pies de altura, la desviación es de media pulgada. Por tanto, el trabajo arqueológico podía ser bastante científico, cuando no se trataba de tesoros artísticos.
Adolf Furtwängler descubrió los restos de un frontón. Es más antiguo que el sacado a la luz por Cockerell. Este frontón habría sido destruido poco antes, en 487 a. C., o por los persas, o por los eginetas favorables a Atenas, o por un rayo. Otra hipótesis sería que el primer frontón del este del templo, habría sido un híbrido: estatuas de mármol y accesorios de bronce (armaduras, escudos, cascos), pues Egina era entonces un gran productor de bronce. Pero el resultado final, sobre todo en comparación con el frontón occidental, totalmente de mármol, no habría sido satisfactorio, de ahí la voluntad de esculpir un nuevo frontón. Fue sustituido por el que se puede ver en Múnich.

## Los frontones
Cockerell y sus amigos, en 1811, no sabían qué eran estos mármoles de los frontones que acababan de descubrir, ni a qué período podían pertenecer, pero los juzgaban de calidad: «Nuestro pequeño comité de artistas las considera como de nivel equivalente a los vestigios del Partenón, y muy seguramente en segundo lugar después del Apolo de Belvedere o el Laocoonte.»
Están considerados como los más bellos ejemplos de escultura de la transición entre el periodo arcaico y el clásico.
Los frontones estaban realizados en mármol de Paros. Representan a los dioses en un combate ante Troya. Cada combate se desarrolla en presencia de Atenea, personaje situado en el centro. Es por esta razón que el templo era llamado de Atenea-Afaya. Unos eginetas están cada vez presentes: Telamón, al este y los dos Áyax (Áyax el Grande, rey de Salamina y Áyax el Menor, rey de Fócida), al oeste. Esta presencia de héroes eginetas podría recordar la participación heroica de la isla en la batalla de Salamina. La fecha de los frontones refuerza la verosimilitud de esta hipótesis.
El frontón este representa un combate del asedio de Heracles contra Laomedonte. Consta de once estatuas. El personaje central es Atenea quien marcha hacia la derecha, con su mirada vuelta hacia el espectador. Atenea, esgrime la égida hacia un troyano situado a su izquierda, que a su vez remata a su adversario griego. Este presenta más de una herida en el pecho y ha perdido su casco, que otro griego le trae.

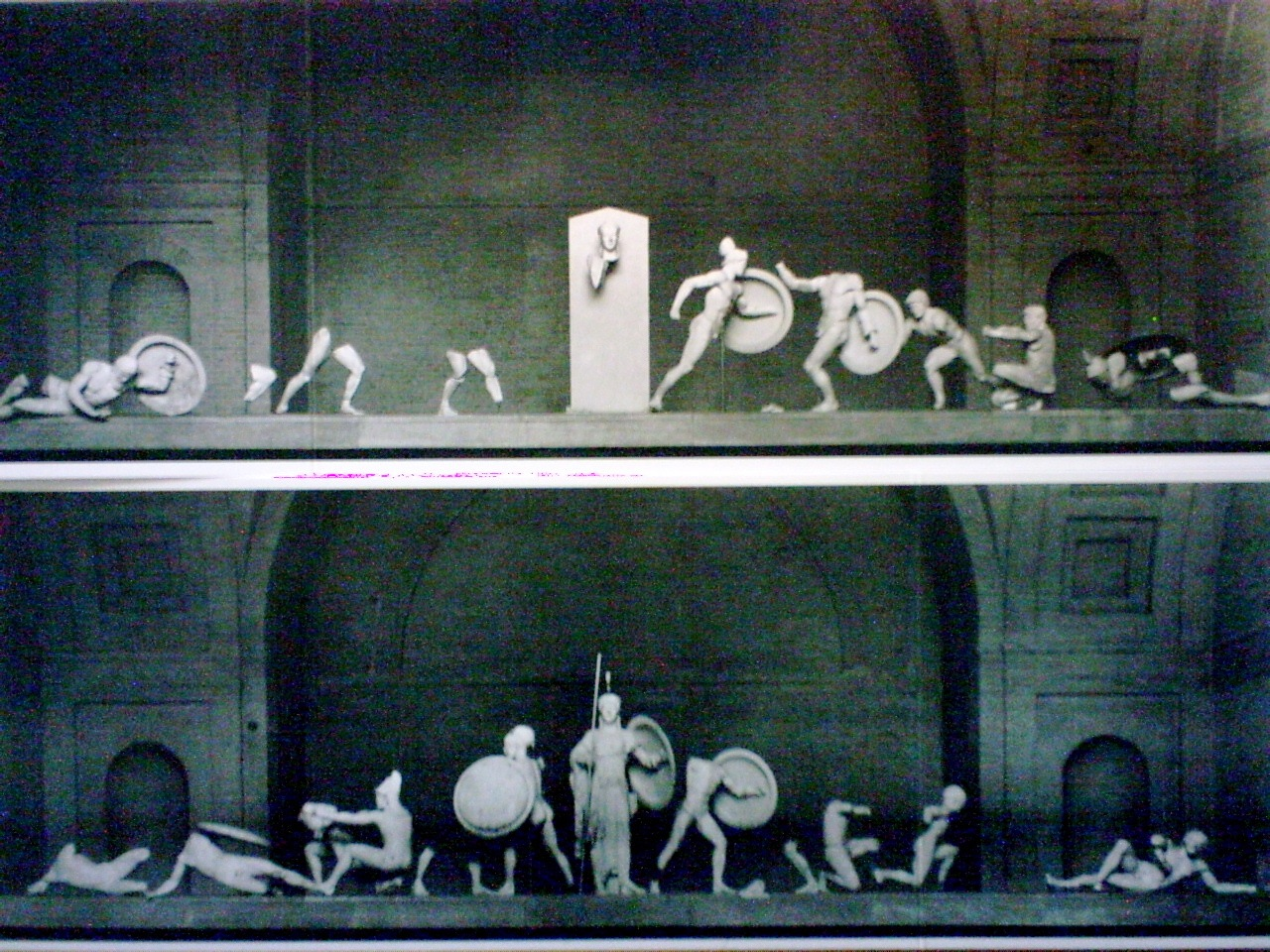
Los frontones de Afaya tal y como están presentados en Múnich: arriba el frontón este, abajo el frontón oeste.

Más lejos, Heracles, reconocible por su piel de león, lanza sus flechas hacia el ejército troyano. Ha herido a Laomedonte, que se muere. Detrás de Heracles, un guerrero griego agoniza, herido por las flechas del arquero troyano que responde simétricamente al arquero Heracles. Esta organización está relacionada con la forma del frontón. A la derecha de Atenea, Telamón persigue a un troyano que huye de sus golpes, mientras que otro troyano trata de prestarle ayuda. Luego, hay un arquero y un herido o un cadáver.
Una reconstrucción del frontón este puede ser vista en la página web de Perseus.
El frontón oeste representa un combate durante el asedio por Agamenón. Contiene trece estatuas y dos objetos. Atenea está en el centro y mira al espectador. A su izquierda, un combate entre un troyano y un griego. Luego, Teucro, tirando con arco, ha herido al troyano de su izquierda. Otro cuerpo se encuentra en la extremidad del frontón. A la derecha de Atenea, Áyax ataca a un troyano. Luego, el arquero es identificado con Paris. Después se encuentra un guerrero arrodillado, un escudo y por fin, en la esquina, un casco.
Una reconstrucción del frontón oeste puede ser vista en la página web de Perseus.
La transición entre el estilo arcaico y el clásico se ve principalmente en el frontón este. Se dispone de dos versiones de este frontón. Cuando un primer frontón, esculpido en la misma fecha que el frontón oeste (fin del siglo VI a. C.) fue destruido, fue remplazado por el que se puede ver en Múnich y que sería obra de Onatas. Los fragmentos del primer frontón que han sido encontrados están aún caracterizados por la célebre sonrisa arcaica. Las estatuas del segundo frontón están esculpidas, en bulto redondo, incluso las partes no destinadas a ser vistas, como en los mármoles del Partenón. Los detalles están también muy trabajados.